# Spike (missile)
Pour les articles homonymes, voir Spike.
 (juin 2018).

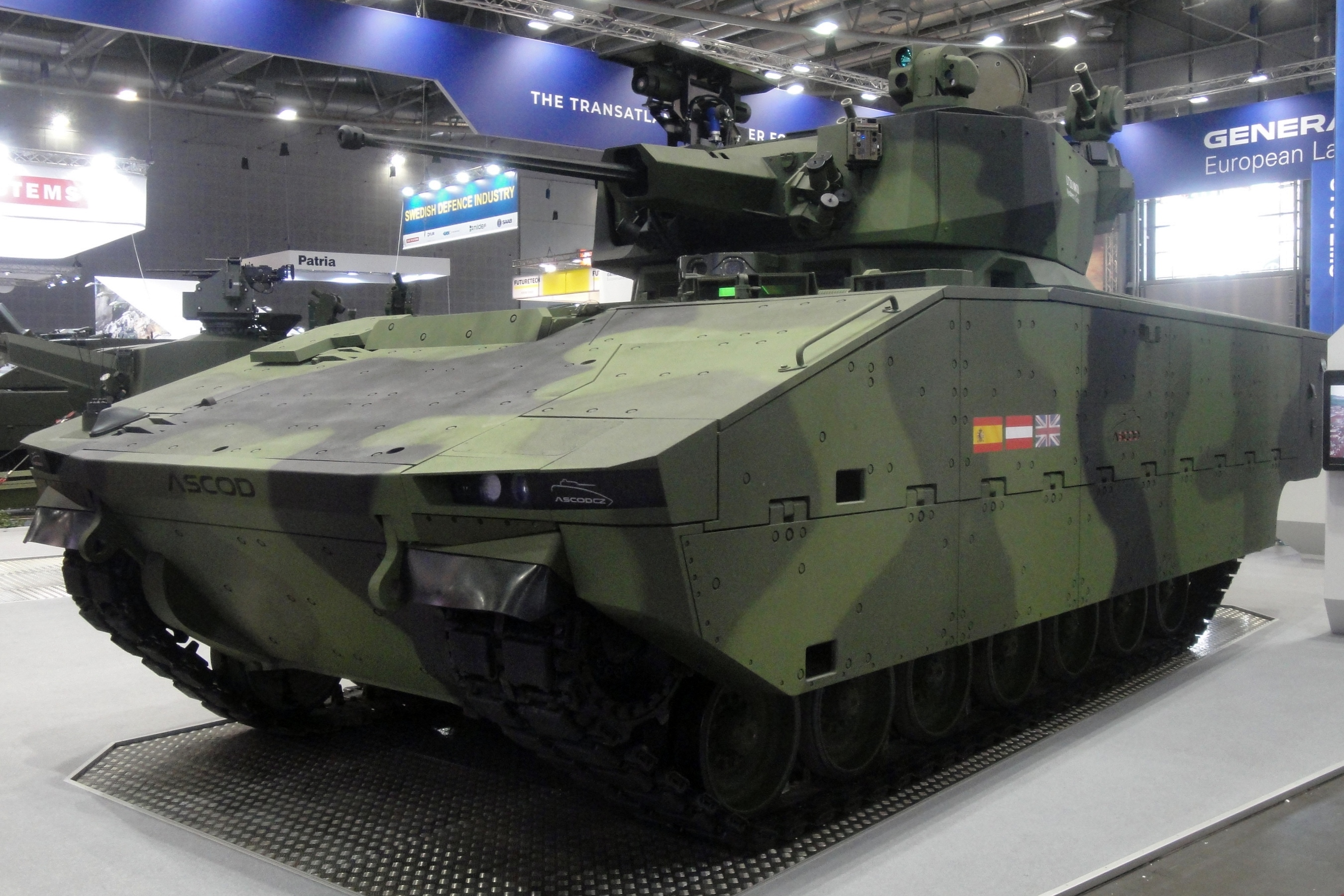
Tourelle de l'ASCOD avec missile antichar Spike.

Le Spike est un missile antichar guidé de 4e génération développé par la firme israélienne Rafael.

## Présentation
Le Spike est un missile de type 'tire et oublie' muni d'un capteur CCD à guidage thermique. Outre le mode « tire et oublie », les versions longue et moyenne portées du Spike ont également une capacité de filoguidage, permettant au tireur de mettre à jour la trajectoire du missile depuis le poste de tir grâce aux informations fournies par le capteur thermique du missile, de changer de cible en cours de vol ou de rectifier le tir en cas d'erreur de cible ou d'anomalie du capteur thermique. Le missile peut aussi être utilisé pour l'observation, à travers des collines par exemple. La charge explosive est subdivisée en deux et placée en tandem, la première charge, plus petite, permet de neutraliser les blindages réactifs et la deuxième charge, la principale, permet de pénétrer la structure des blindés. Le Spike remplace les anciens missiles de seconde génération tels que le Milan et le Dragon encore présents dans de nombreuses armées. Le missile possède un système de lancement permettant le tir depuis des espaces en milieu clos.

## Composition
Le Spike portable est séparé en deux systèmes. Un trépied/système de contrôle de lancement et le tube contenant le missile. L'intégralité du système pèse 26 kg dans sa version longue portée. Le gain de masse a été obtenu grâce à la suppression d'organe de visée thermique externe, étant donné que le système utilise le détecteur thermique incorporé dans le missile pour l'acquisition de cible (le capteur CCD embarqué est relié par filoguidage au système de contrôle de lancement).
Le système Spike est généralement servi par deux fantassins depuis le trépied de lancement, ou un véhicule (blindé, utilitaire). Cela permet aux véhicules initialement non équipés de systèmes antichars d'en disposer. Le Spike a été testé en tant que système d'armes sur le drone (UAV) français Sperwer fabriqué par Sagem. Depuis 2016, il est proposé également sur le poste de tir Typhoon équipant des navires légers.

## Marché
Dans le but de faciliter la vente de son système en Europe, la société EuroSpike GmbH a été créée en Allemagne. Ses actionnaires sont Diehl BGT Defence (40 %), RDE (40 %) et Rafael via ERCAS B.V (20 %). ERCAS B.V. est une société néerlandaise appartenant entièrement à Rafael. EuroSpike GmbH est située à Röthenbach, Allemagne. Le système d'armes Spike diffère légèrement de la version israélienne et est commercialisé sous le nom STN Atlas EuroSpike. En 2018, le groupe israélien a conclu un accord de coopération avec la firme Romaero (en) afin de promouvoir sa production en Roumanie.
En 2018, 30 000 missiles ont été achetés par 29 États.

## Versions
- Spike-SR est la version courte portée du missile. Sa portée est de 800 mètres et est conçue pour l'infanterie.
- Spike-MR est la version moyenne portée. Sa portée est de 2 500 m et est utilisée par les forces spéciales et l'infanterie.
- Spike-LR (aussi connue sous le nom Gil)  est la version longue portée. Sa portée est de 4 000 m et est utilisée par l'infanterie et les véhicules blindés légers.
- Spike-ER est la version extra longue portée. Anciennement appelée NT-Dandy ou NT-D. Sa portée est de 8 000 m. Utilisée par l'infanterie, les véhicules légers et les hélicoptères. L'armée finlandaise l'utilise pour la lutte antinavires.
- Spike-NLOS (Non Line of Sight) version à très longue portée, de l'ordre de 25 km, à guidage infrarouge ou TV fibre optique. Pesant 70 kg elle peut être lancée depuis les avions et les hélicoptères[2].

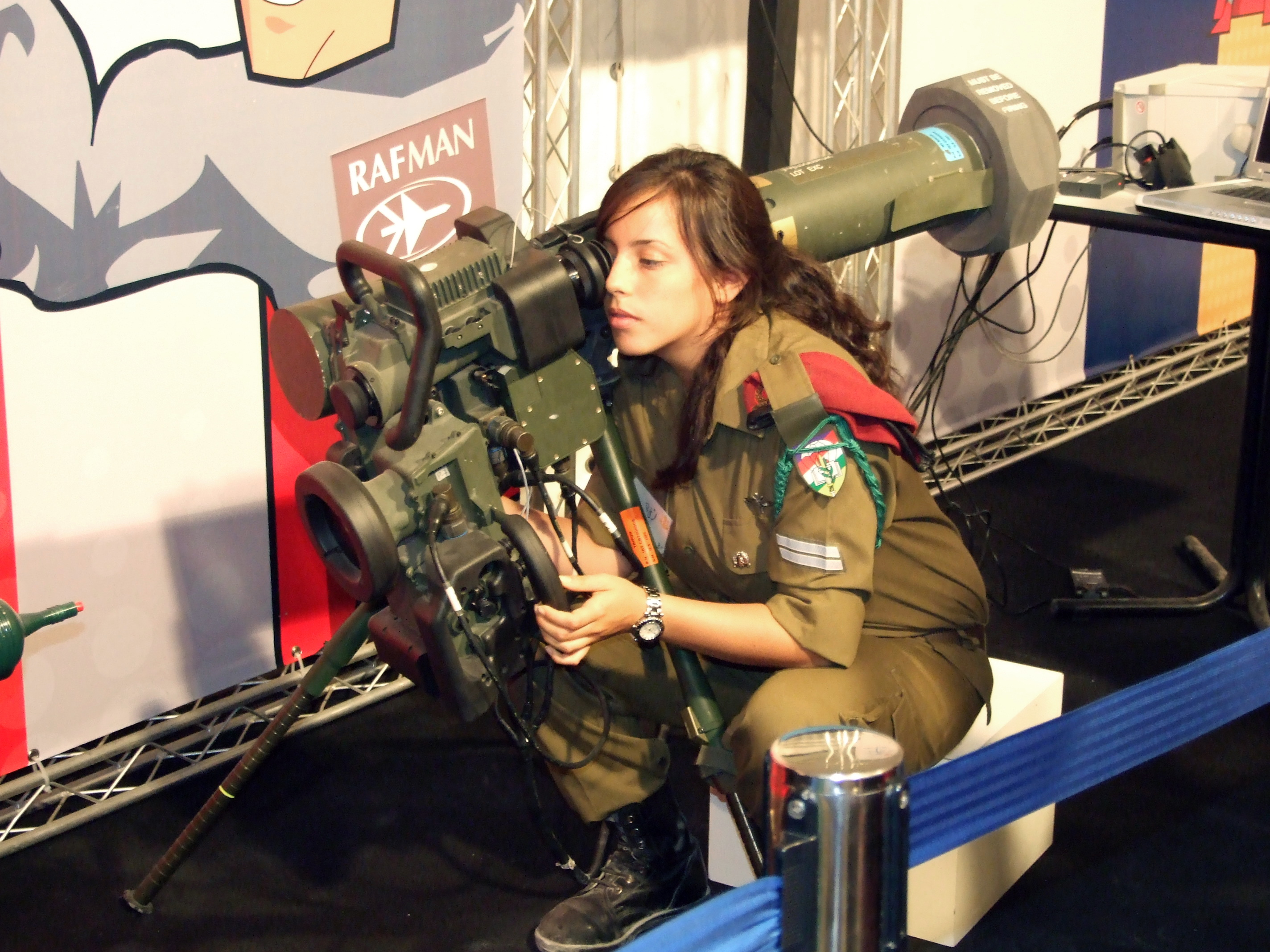
Femme caporal dans l'armée de défense d'Israël avec le lance-missiles Spike LR.

## Utilisateurs
[réf. nécessaire]
- Allemagne - Lanceurs LR sur véhicule de combat d'infanterie Puma, puis Marder depuis 2018[3]
- Australie - Contrat en mai 2018 pour des lanceurs LR sur véhicule Boxer[4]
- Azerbaïdjan[5]
- Belgique - 60 lanceurs LR et 180 missiles
- Chili
- Colombie
- Danemark - commande de Spike LR2 sur Mowag_Piranha#Piranha_V en mars 2021[6]

- Espagne - 260 lanceurs (2 600 missiles MR et LR) ainsi que ER pour leurs hélicoptères Tigre EC-665, en commande pour la version chasseur de char du Dragon (véhicule blindé).
- États-Unis - Spike-NLOS intégré à bord de Joint Light Tactical Vehicle pour le United States Special Operations Command à partir de 2022[7]
- Finlande - 100 lanceurs MR (PstOhj 2000) plus une option pour 70 de plus, et 18 lanceurs ER (Rannikko-ohjus 2006)
- Israël
- Italie
- Pays-Bas
- Pérou - 48 lanceurs LR et 516 missiles
- Philippines - version ER sur navires Multipurpose Assault Craft MK.III, version NLOS pour les hélicoptères AW159
- Pologne - 264 lanceurs LR sur véhicules Patria AMV  (2,675 missiles)
- Portugal
- Roumanie - sur hélicoptères d'attaque IAR 330 SOCAT
- Singapour
- Slovénie
- Suisse - Les forces armées suisses ont choisi le Spike LR2 comme système de missile guidé antichar à longue portée pour les troupes terrestres en 2023. Il remplacera le TOW ATGM.
- Tchéquie - 156 lanceurs LR sur Pandur 2 APC - (nombre de missiles supplémentaires inconnu)
- Turquie - lanceurs Spike-LR sur Otokar Cobra

## Systèmes comparables
- Missile moyenne portée - missile français
- Type 01 LMAT -  missile japonais
- FGM-148 Javelin - missile américain
- 9M123 Khrizantema - missile russe